# Hasmonäischer Bruderkrieg
Als Hasmonäischer Bruderkrieg wird eine Auseinandersetzung zwischen den Brüdern Aristobulos II. und Johannes Hyrkanos II. aus dem Herrschergeschlecht der Hasmonäer um die Thronfolge in Judäa bezeichnet. Der Krieg begann mit der Erkrankung der Königin Salome Alexandra im Jahr 67 v. Chr. und endete im Wesentlichen mit der Neuordnung Judäas durch Gnaeus Pompeius Magnus im Jahr 63 v. Chr. Versuche der Nachkommen des Aristobulos, ihre Ansprüche auf das Königtum in Judäa durchzusetzen, währten noch bis zur Hinrichtung von Antigonos Mattathias, Sohn des Aristobulos im Jahr 37 v. Chr.
Obwohl von der Geschichtsschreibung nicht einmal mit einem gebräuchlichen Namen gewürdigt, war es diese Auseinandersetzung, die mit immer wieder angezettelten Aufständen insgesamt 30 Jahre lang währte und mit der Neuordnung Judäas durch Pompeius 63 v. Chr. das Ende einer halbwegs unabhängigen jüdischen Staatlichkeit mit sich brachte.

## Vorgeschichte

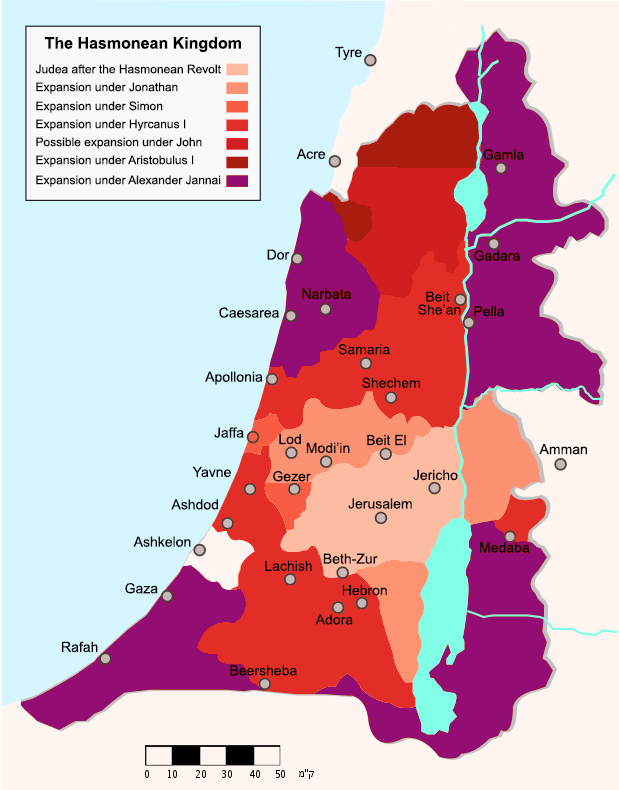
Das Hasmonäerreich in seiner maximalen Ausdehnung unter Alexander Jannaios

Nach dem Tod des Alexander Jannaios 76 v. Chr. übernahm seine Witwe Salome Alexandra die Regierung, obwohl sie zwei erwachsene Söhne hatte, eine für Judäa sehr ungewöhnliche Konstellation. Die hasmonäischen Könige vereinten die Funktion des Strategos und des Hohepriesters, beide Ämter standen ihr als Frau nicht offen. Daher regierte Alexandra als Königin, und ihr älterer Sohn Hyrkanos amtierte als Hohepriester. Salome vermehrte das politische Gewicht des Rats; im Rat dominierte die Religionspartei der Pharisäer. Unter Alexander Jannaios exilierte prominente Pharisäer kehrten nach Jerusalem zurück. Die von ihren Vorgänger begünstigte Religionspartei der Sadduzäer wurde von der Königin entmachtet, einige Sadduzäer vor Gericht gestellt. Es gelang ihr, die Sadduzäer gleichwohl einzubinden, indem sie einen Großteil der im ganzen Land verstreuten Festungen ihrer Kontrolle übergab. Der Historiker Flavius Josephus stellt die Pharisäer als die eigentliche Macht im Staate während ihrer Regierungszeit dar und erzählt von ruchlosen Racheaktionen der Pharisäer gegen jene Kreise, die einst die Regierung des Jannaios gestützt hatten.

## Bürgerkrieg
Der Krieg begann im Jahr 67 v. Chr. Königin Alexandra war schwer erkrankt, und ihr jüngere Sohn versuchte, Mutter und Bruder zu entmachten, um selbst König zu werden. Solange sie lebte, hinderte Alexandra den Aristobul daran, loszuschlagen, indem sie seine Frau und die Kinder, die er in Jerusalem zurückgelassen hatte, in der Festung Baris (der späteren Burg Antonia) gefangensetzen ließ. Nach dem Tod der Königin kam es zum Erbfolgekrieg zwischen Hyrkanos und Aristobulos. Aristobulos II. brachte zunächst die Festung Agaba und binnen kurzer Zeit 21 weitere unter sadduzäischer Kontrolle stehende Festungen in seine Hand, womit der Aufstand de facto begonnen hatte.
Hyrkanos war der legitime König, doch was die Machtmittel anbelangte, war sein Bruder Aristobulos im Vorteil. Er verfügte nicht nur über die Unterstützung der sadduzäischen Partei, sondern es gelang ihm auch Söldner anzuwerben. Bei der Begegnung der Heere bei Jericho flohen die Soldaten des Hyrkanos oder liefen zu Aristobulos über. Hyrkanos zog sich darauf nach Jerusalem zurück, wo er noch immer die Familie des Aristobulos in Gewahrsam hatte. Die Situation scheint für ihn jedoch so aussichtslos gewesen zu sein, dass er sich damit einverstanden erklärte, auf seinen Anspruch auf den Thron zu verzichten und sich ins Privatleben zurückzuziehen (aus der Schilderung bei Josephus wird nicht klar, ob er auch auf das Amt des Hohenpriesters zu verzichten bereit war). Diese Vereinbarung zwischen den beiden Brüdern wurde im Tempel vor allem Volk beeidet.
An diesem Punkt organisierte Antipatros, Stratege von Idumäa und Ratgeber des Hyrkanos, für diesen den Widerstand gegen Aristobul. Er verfügte über gute Beziehungen ins östlich benachbarte Nabatäerreich. So vermittelte er einen Vertrag zwischen Hyrkanos und dem Nabatäerkönig Aretas III.: Hyrkanos sicherte außer hohen Geldzahlungen die Rückgabe von zwölf nabatäischen Städten zu, die Alexander Jannaios erobert hatte. Daraufhin zog Aretas mit einem Heer von 50.000 Mann gegen Aristobulos und besiegte ihn, worauf Aristobulos nach Jerusalem floh und dort von Aretas belagert wurde.
Eine völlig neue Situation entstand dadurch, dass Gnaeus Pompeius Magnus, gerade im Krieg gegen den armenischen König Tigranes, seinen Quästor Marcus Aemilius Scaurus nach Damaskus entsandte. Scaurus empfing dort die Gesandtschaften der beiden rivalisierenden Hasmonäerbrüder. Er entschied sich für Aristobul, „der wahrscheinlich ein paar Talente Gold mehr zahlte, im Auftreten der Welt zugewandter und hellenisierter wirkte“ (Ernst Baltrusch) und zwang Aretas, die Belagerung Jerusalems aufzuheben. Nach Abzug des Aretas sammelte Aristobulos erneut ein Heer und es gelang ihm, die Streitkräfte von Hyrkanos bei Papyron zu schlagen. Antipatros konnte bei Scaurus immerhin so viel erreichen, dass Idumäa dem Hyrkanos als Herrschaftsgebiet erhalten blieb.

## Neuordnung Syriens durch Pompeius und die Folgen
Da die Regelung der Verhältnisse durch Scaurus offenbar nicht geeignet war, in Judäa dauerhaft Frieden zu stiften, berief Pompeius etwa ein Jahr später (64/63 v. Chr.) die Vertreter der beiden Parteien zu sich. Antipatros erschien dort als Vertreter des Hyrkanos, als Vertreter des Aristobulos erschien Nikodemus, der den Scaurus und Gabinius der Bestechlichkeit anklagte, was weder diese beiden Parteigänger des Pompeius noch vermutlich Pompeius selbst für die Sache Aristobulos einnahm. Pompeius entschied sich zunächst nicht, sondern marschierte im Frühling nach Damaskus, wo drei Parteien aus Judäa vor ihm erschienen, nämlich außer den Vertretern der beiden Brüder noch eine dritte Partei. Diese Partei wünschte als Vertreter des jüdischen Volkes, überhaupt nicht von Königen regiert zu werden, sondern alter Sitte gemäß von einem Hohenpriester. So schildern es Diodor und Josephus.

«ἔνθα δὴ καὶ τῶν Ἰουδαίων διήκουσεν καὶ τῶν ἡγουμένων αὐτῶν, οἳ πρός τε ἀλλήλους διεφέροντο Ὑρκανὸς καὶ Ἀριστόβουλος καὶ τὸ ἔθνος πρὸς ἀμφοτέρους, τὸ μὲν οὐκ ἀξιοῦν βασιλεύεσθαι: πάτριον γὰρ εἶναι τοῖς ἱερεῦσι τοῦ τιμωμένου παρ᾽ αὐτοῖς θεοῦ πειθαρχεῖν, ὄντας δὲ τούτους ἀπογόνους τῶν ἱερέων εἰς ἄλλην μετάγειν ἀρχὴν τὸ ἔθνος ζητῆσαι, ὅπως καὶ δοῦλον γένοιτο.»

„Das Volk, das überhaupt von der Königsherrschaft nichts wissen wollte, liess vorbringen, bei ihnen sei es alte Sitte, dass sie nur den Priestern des von ihnen verehrten Gottes zu gehorchen brauchten; diese beiden Nachkommen von Priestern aber suchten dem Volk eine andere Regierungsform aufzudrängen, um es in Sklaverei zu bringen.“

Benedikt Eckhardt hält diese dritte Gesandtschaft für eine unhistorische Konstruktion, Diodor und Josephus referierten einen Autor aus dem Umkreis des Pompeius, möglicherweise Theophanes von Mytilene. Denn Pompejus war nicht unumstritten und musste sich bei der Rückkehr nach Rom für jede seiner Maßnahmen im Osten rechtfertigen. Er ließ daher, so Eckhardt, eine Version der Geschehnisse verfassen, die sein Handeln im rechten Licht zeigte. Wenn eine Gesandtschaft von vornehmen Judäern geltend gemacht hatte, dass sie die Abschaffung des Königtums wünschten, um von einem Hohepriester regiert zu werden – dann war es offenbar angemessen, dass Pompeius genau das umsetzte: er schaffte die Königswürde ab und bestätigte Hyrkanos als Hohepriester. Stefan Pfeiffer hält dagegen die dritte Gesandtschaft, die das Königtum abgeschafft sehen wollte, für historisch plausibel: „Es gab also in der Elite Kreise, die mit der hasmonäischen Herrschaft absolut unzufrieden waren, und die, in der prekären Situation des innerhasmonäischen Streites, die Chance nutzen wollten, Rom für ihre Interessen zu gewinnen…“

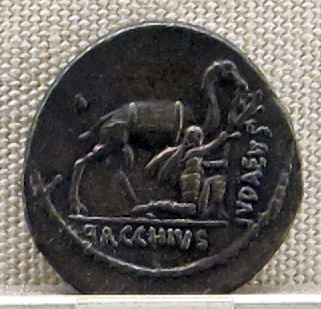
Ein 55 v. Chr. geprägter römischer Denar. Revers: Kniender Mann mit dem Zügel eines Kamels in der Linken und einem Ölzweig in der Rechten, wahrscheinlich Aristobulos II. als römischer Gefangener.

Die Delegation des Hyrkanos argumentierte, dass der Königstitel diesem rechtmäßig zustände; die Parteigänger des Aristobulos dagegen empfahlen diesen, weil er energisch sei und in der Region für Ordnung sorgen könne. Aristobulos ahnte offenbar, dass Pompeius sich gegen ihn entscheiden würde, reiste vorzeitig ab und nahm sein Reich wieder in Besitz. Schließlich wurde Aristobulos von den Römern gefangengesetzt, seine Anhänger in Jerusalem leisteten jedoch weiter Widerstand und verschanzten sich zuletzt im Tempel, nachdem Anhänger des Hyrkanos die Römer in die Stadt gelassen hatten. Nach einer dreimonatigen Belagerung gelang den Römern die Erstürmung des Tempels. Nicht nur die zahlreichen Opfer unter den Priestern, sondern vor allem das Betreten des Allerheiligsten durch Pompeius sorgte für große (und nachhaltige) Empörung unter den Juden. Warum Pompeius eine solche bewusste Verletzung religiöser Gefühle für sinnvoll hielt, ist nicht klar. Man kann vermuten, dass es eine wohlüberlegte Handlung war mit dem Ziel, den Herrschaftsanspruch Roms in der Region symbolisch zu demonstrieren (etwa wie bei anderer Gelegenheit die Römer die Götter einer eroberten Stadt symbolisch gefangen nahmen). Jedenfalls zeigte sich der imperiale Anspruch nicht nur in symbolischen Handlungen, sondern vor allem in der Neuordnung Syriens und insbesondere Judäas im Jahr 63 v. Chr. Pompeius verfügte folgendes:
- Hyrkanos wurde in seinem Amt als Hoherpriester bestätigt, jedoch nicht als König der Juden. Möglicherweise hatte er den Titel Ethnarch, wobei aber diffus bleibt, welche Machtbefugnisse damit verbunden waren.[18] Er war dem Statthalter der Provinz Syrien verantwortlich. Erster dieser Legaten wurde Marcus Aemilius Scaurus der Jüngere.
- Mehrere hellenistische Städte, die in der Vergangenheit von den Hasmonäern erobert worden waren, wurden der Provinz Syria zugeschlagen und direkt dem römischen Statthalter unterstellt. Ob Judäa zu diesem Zeitpunkt auch zur Provinz Syria kam, ist in der Forschung umstritten: wenn man Josephus beim Wort nimmt, waren nur die genannten Städte betroffen; wenn man die Aktionen der römischen Statthalter in den folgenden Jahren hinzuzieht, deutet ihr Handeln darauf hin, dass Judäa Teil einer römischen Provinz war.[19] Werner Eck präzisiert: Judäa war noch nicht Teil der Provinz Syria, gehörte aber zum Zuständigkeitsbereich des Prokonsuls von Syrien.[20] Es entsprach römischer Herrschaftspraxis, die Macht orientalischer Kleinkönige zu reduzieren und die Städte zu fördern.[21]
- Judäa wurde tributpflichtig.
- Aristobulos wurde mit seiner Familie nach Rom gesandt und musste dort am Triumphzug des Pompeius teilnehmen.[22]
- Antipatros wurde Verwalter mit römischem Auftrag. Er erwies sich in dieser Funktion den Römern als äußerst nützlich, weshalb er seine Stellung auch noch behielt, als Hyrkanos von Gabinius (der 57–54 v. Chr. Legat in Syrien war) aller politischen Macht entkleidet wurde.

## Aufstände des Aristobulos und seiner Söhne
Auf dem Weg nach Rom gelang es Alexander, einem Sohn des Aristobulos, zu fliehen. Er kehrte 57 v. Chr. nach Judäa zurück, sammelte eine beachtliche Armee (laut Josephus 10.000 Mann und 1500 Reiter) und machte sich de facto zum Herrn des Landes. Darüber hinaus begann er nicht nur die von Pompeius geschleiften Befestigungen Jerusalems zu erneuern, sondern befestigte auch andere Plätze, darunter Alexandrium bei Koreae (eine Bergfestung, in die sich schon sein Vater auf der Flucht vor Pompeius begeben hatte), Hyrcania und Machaerus. Nachdem seine Armee von den Truppen des von Gabinius mit einem Teil des syrischen Heeres vorausgeschickten Marcus Antonius geschlagen wurde, zog er sich nach Alexandrion zurück, wo er von Gabinius und Marcus Antonius belagert wurde. Dem Heer des Antonius gehörten auch jüdische Hilfstruppen unter Antipatros, Malichus und Peitholaos an. Malichus war später Anstifter der Ermordung des Antipatros, Peitholaos wurde auf Anraten des Antipatros von Cassius hingerichtet. Schließlich musste sich Alexander ergeben. Auf Bitten seiner Mutter wurde er verschont, die Festungen jedoch wurden geschleift.
Gabinius ließ die vom Krieg verwüsteten Städte wieder aufbauen. Darüber hinaus wird durch seine Verfügung Judäa in fünf Bezirke geteilt: Jerusalem, Geser (dieser Name ist unsicher), Amathous, Jericho und Sepphoris. Diese Bezirke wurden fortan von aristokratischen Provinzial-Gerusien regiert, womit das Königtum der Hasmonäer auch formal sein Ende fand. Hyrkanos blieb weiterhin Hoherpriester.
Kaum war der Aufstand Alexanders beendet und die Mauern von Alexandrion niedergerissen, begann sein Vater Aristobulos einen neuen Aufstand. Ihm und seinem Sohn Antigonos war es gelungen, aus Rom zu fliehen. Sie sammelten ein Heer von (schlecht bewaffneten) Aufständischen, dem sich auch Peitholaos anschloss, und Alexandrion und Machaerus wurden wieder befestigt. Doch erneut unterlagen sie in der Schlacht gegen Gabinius. Sie flohen nach Machaerus, mussten sich jedoch nach kurzer Belagerung ergeben und wurden in Ketten zurück nach Rom gebracht.
Im Jahr darauf (55 v. Chr.) gelang es Alexander erneut, in Judäa einen Aufstand zu entfachen. Der von Gabinius entsandte Antipatros konnte diesmal einen erheblichen Teil der Aufständischen zum Niederlegen der Waffen bewegen. Alexander und 30.000 Anhänger weigerten sich jedoch, aufzugeben und wurden am Berg Tabor von Gabinius geschlagen.

## Im Schatten des römischen Bürgerkriegs
Die Auseinandersetzungen in der Hasmonäerfamilie standen nun im Schatten des Bürgerkriegs zwischen Caesar und Pompeius. Caesar kontrollierte Rom und plante, Aristobulos freizulassen und mit zwei Legionen in den Osten zu schicken, um dort gegen die Anhänger des Pompeius Krieg zu führen. Bevor es so weit kam, wurde Aristobulos von Pompeius’ Leuten vergiftet (49 v. Chr.). Josephus schrieb, der Leichnam des Aristobulos sei in Rom einbalsamiert worden; Marcus Antonius habe ihn später nach Judäa überführen und in der Königsgruft beisetzen lassen. Pompeius andererseits wies Scipio an, den älteren Sohn des Aristobulos, Alexander, wegen seiner früheren antirömischen Aktivitäten vor Gericht zu stellen. Er wurde zum Tode verurteilt und ebenfalls 49 v. Chr. in Antiochia hingerichtet. Ptolemaeus Mennaei, der Herrscher von Chalkis, nahm die verbliebenen Kinder des Aristobulos bei sich auf, die dadurch fürs erste in Sicherheit waren: den Sohn Antigonos Mattathias und zwei Töchter.
Hyrkanos, der Hohepriester, und sein Berater Antipater standen im römischen Bürgerkrieg auf der Seite des Pompeius, dem sie ihre Stellung verdankten. Nach dem Tod des Pompeius (48 v. Chr.) ging Antipater ins Lager Caesars über und kämpfte unter anderem in Pelusium. Dafür wurde er nach dem Ende des Bürgerkriegs von Caesar besonders geehrt und erhielt das römische Bürgerrecht. Josephus berichtet diese Episode in seinen beiden Geschichtswerken unterschiedlich: Im Bellum wird Hyrkanos gar nicht erwähnt; in den Antiquitates dagegen wurde Antipater vom Hohenpriester Hyrkano beauftragt. Aber auch Antigonos Mattathias erschien vor Caesar und erinnerte daran, dass sein Vater und sein älterer Bruder als Feinde des Pompeius (und also als Freunde Caesars) gestorben seien. Das nützte ihm nichts. Für Caesar war Antipater ein nützlicher Unterstützer, und Mattathias hatte militärisch keine Bedeutung. Antipater warnte Caesar, dass Aristobulos und seine Söhne notorische Unruhestifter seien. Caesar zeigte ihm und Hyrkanos sein Wohlwollen: Anfang 47 v. Chr. bestätigte er Hyrkanos als Hohepriester und Antipater als „Prokurator“ von Judaea.
Im Jahr 46 ermordete Caecilius Bassus, ein Anhänger des Pompeius, den syrischen Statthalter Sextus Iulius Caesar. Antipater wartete ab, wie sich die Lage entwickeln würde, und erst als der Quästor C. Antistius Vetus den Caecilius Bassus in Apameia eingeschlossen hatte, entschied er sich für die offenbar stärkere Partei und schickte Antistius Vetus militärische Verstärkung. Nachdem Caesar am 15. März 44 ermordet worden war, galt der syrische Raum als Rückhalt der Caesargegner. Gaius Cassius Longinus betrieb in Judäa eine rücksichtslose Rüstungspolitik und besiegte den Caesarianer P. Cornelius Dolabella. Dabei wurde er vom Statthalter von Syrien, Lucius Statius Murcius, unterstützt. Dann fiel Antipater 43 v. Chr. einem Giftmord zum Opfer. Um dessen Sohn Herodes an sich zu binden, und somit einen starken Unterstützer in der Auseinandersetzung mit seinem innerfamiliären Rivalen Mattathias zu haben, bot der alte Hohepriester Hyrkanos dem Herodes seine Enkelin Mariamne zur Frau an.

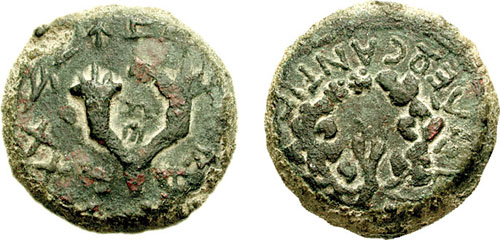
Bronzemünze des Hohepriesters Antigonos Mattathias

In der Doppelschlacht bei Philippi siegten die Caesarianer (Octavian und Marcus Antonius) im Herbst 42 über die Caesargegner Cassius und Brutus, was für Judäa eine heikle Situation zur Folge hatte. Denn der Osten wurde Marcus Antonius zugesprochen; dieser stand Kleopatra VIII. nahe, die wiederum als Ptolemäerin Judäa wieder in den ägyptischen Machtbereich einbeziehen wollte. Während Antonius bei Kleopatra in Alexandria weilte, fielen die Parther 40 v. Chr. in Syrien ein und installierten Mattathias als Hohepriester, nachdem man Hyrkanos an den Ohren verstümmelt hatte. Da das Amt des Hohepriesters körperliche Unversehrtheit voraussetzte, war er dadurch disqualifiziert. Herodes floh nach Rom. Unter dem zweiten Triumvirat, bestehend aus Octavian, Marcus Antonius und Marcus Aemilius Lepidus, wurde er zum befreundeten König (rex amicus et socius) ernannt:

„συναγαγόντες δὲ τὴν βουλὴν Μεσσάλας καὶ μετ᾽ αὐτὸν Ἀτρατῖνος, παραστησάμενοι τὸν Ἡρώδην τάς τε τοῦ πατρὸς εὐεργεσίας αὐτοῦ διεξῄεσαν καὶ ἣν αὐτὸς πρὸς Ῥωμαίους εἶχεν εὔνοιαν ὑπεμίμνησκον, κατηγοροῦντες ἅμα καὶ πολέμιον ἀποφαίνοντες τὸν Ἀντίγονον οὐκ ἐξ ὧν τὸ πρῶτον προσέκρουσεν αὐτοῖς μόνον, ἀλλ᾽ ὅτι καὶ παρὰ Πάρθων τὴν ἀρχὴν λάβοι Ῥωμαίους ὑπεριδών. τῆς δὲ βουλῆς ἐπὶ τούτοις παρωξυμμένης παρελθὼν Ἀντώνιος ἐδίδασκεν αὐτούς, ὡς καὶ πρὸς τὸν κατὰ Πάρθων πόλεμον Ἡρώδην βασιλεύειν συμφέρει. καὶ δόξαν τοῦτο πᾶσι ψηφίζονται.“

„Man berief den Senat ein, und Messala und nach ihm Atratinus stellten den Herodes vor, gaben einen fortlaufenden Bericht über die guten Taten seines Vaters und erinnerten an sein eigenes Wohlwollen gegenüber den Römern. Zugleich klagten sie den Antigonos an und erklärten ihn zum Feind, … weil er, unter Umgehung Roms, seine Herrschaft von den Parthern empfangen habe, was der Senat mit Entrüstung zur Kenntnis nahm. Nun trat Antonius auf und wies die Senatoren darauf hin, daß es auch für den Krieg gegen die Parther von Nutzen sei, wenn Herodes König würde. Diese Meinung wurde durch einstimmigen Beschluß gebilligt.“

Gemeinsam mit dem römischen Legionskommandanten Gaius Sosius eroberte Herodes von 39 bis 37 v. Chr. das ihm zugesprochene Herrschaftsgebiet. Der Krieg endete mit der Einnahme von Jerusalem; Herodes verhinderte knapp ein Massaker seiner Soldaten an der Stadtbevölkerung. Der Hohepriester Mattathias wurde auf Befehl des Marcus Antonius hingerichtet.

## Hauptbeteiligte
- Salome Alexandra
- Aristobulos II.
- Johannes Hyrkanos II.
- Antipatros
- Gnaeus Pompeius Magnus
- Gaius Iulius Caesar